# Tanjung Menang (Seginim)
Tanjung Menang is een bestuurslaag in het regentschap Bengkulu Selatan van de provincie Bengkulu, Indonesië. Tanjung Menang telt 571 inwoners (volkstelling 2010).